# 福知山市民醫院口站
福知山市民醫院口站（日语：／ Fukuchiyama-shimin-byōin-guchi eki */?）是位於京都府福知山市厚中町75號，WILLER TRAINS（京都丹後鐵道）的宮福線車站。車站編號為F2。
此站曾經名為「厚中問屋站」，現時由福知山市鐵道使用增進協議會把該名稱定為車站愛稱。另外，此站與野岩鐵道會津鬼怒川線的上三依鹽原溫泉口站並同成為全日本最長名字（以漢字書寫）車站。

## 歷史
- 1988年（昭和63年）7月16日 - 宮福鐵道（現時：北近畿丹後鐵道）宮福線開通，此站啟用。當時車站名稱為厚中問屋站（日语：／）[1]。
- 2015年（平成27年）4月1日 - 由WILLER TRAINS接管車站，成為京都丹後鐵道宮福線車站。同時，車站名稱改為福知山市民醫院口站。

## 車站構造
車站是一座地面車站，設有1面1線單式月台，宮津方向的列車會開啟右邊車門。前往福知山方向和宮津方向的列車使用同一月台。由於車站沒有轉轍器和絶對信號機，因此被定義為停留所。車站左邊與西日本旅客鐵道（JR西日本）山陰本線並行，但是該線沒有設站。
此站是無人車站，沒有車站大樓和自動售票機。此站並有兩個車站出入口，分別位於靠近宮津一方個福知山一方，均直接連接月台。宮津一方的出口比較標準，而福知山一方的出口相對簡單，並連接後方的公園。月台上設有候車室。
車站內沒有廁所，最近的廁所是在站前公園內的多用途廁所（濕廁）。

## 車站周邊
- 福知山市立福知山市民醫院 - 東南方400米
- 福知山市立成和中學 - 西方300米
- 問屋簡易郵局 - 東北方200米
- 西日本JR巴士「厚中」巴士站

## 使用狀況
此站是位於福知山市區內，但是比較福知市內其他車站中，此站使用人次較少。比較宮福線其他中途站中，此站使用人次較多。
以下為近年1日平均乘車人次列表：
| 乘車人次變化 | 乘車人次變化    |
| 年度         | 1日平均乘車人次 |
| ------------ | --------------- |
| 1999         | 90              |
| 2000         | 77              |
| 2001         | 77              |
| 2002         | 68              |
| 2003         | 71              |
| 2004         | 60              |
| 2005         | 63              |
| 2006         | 47              |
| 2007         | 41              |
| 2008         | 50              |
| 2009         | 41              |
| 2010         | 36              |
| 2011         | 40              |
| 2012         | 35              |
| 2013         | 41              |
| 2014         | 33              |
| 2015         | 33              |
| 2016         | 33              |
| 2017         | 38              |
| 2018         | 38              |

## 相鄰車站
WILLER TRAINS（京都丹後鐵道）
宮福線
- 快速「大江山」1號、2號、5號停車站

福知山（F1）－福知山市民醫院口（F2）－荒河樫之木台（F3）

## 注腳
1. 1 2  曾根悟（日语：曽根悟）（監修）. 朝日新聞出版分冊百科編集部（編集） , 编. . 週刊朝日百科. 14号 神戸電鉄・能勢電鉄・北条鉄道・北近畿タンゴ鉄道. 朝日新聞出版. 2011-06-19: 28 （日语）.
2. ↑   (新闻稿). 福知山市. 2015-03-31  [2015-05-04]. （原始内容存档于2015-05-03） （日语）.
3. ↑  京都府統計書（〜2007年、2014年〜）
4. ↑  福知山市統計書（2008〜2013年）

## 外部連結
- 福知山市民醫院口站 （页面存档备份，存于）（日語） - 京都丹後鐵道